# Hangcsou Hsziaosan nemzetközi repülőtér
A Hangcsou Hsziaosan nemzetközi repülőtér (IATA: HGH, ICAO: ZSHC) (kínai írásjegyekkel: 杭州萧山国际机场) nemzetközi repülőtér Kínában, Hangcsou Hsziaosan városi körzetében. Éves utasforgalma 20 038 078 fő (2022).

## Futópályák
A repülőtér futópályái:
- 06/24 (3400 m, 60 m, beton)
- 07/25 (3600 m, 45 m, beton)

## Forgalom
Az utasforgalom az elmúlt években az alábbi módon változott:
| Utasok száma | 2 981 341 | 6 338 042 | 9 919 532 | 14 944 716 | 17 512 224 | 25 525 862 | 31 594 959 | 40 108 405 | 28 163 820 | 48 053 915 |
|              | 2001      | 2004      | 2006      | 2009       | 2011       | 2014       | 2016       | 2019       | 2021       | 2024       |

## Légitársaságok és úticélok
2023-ban a Hangcsou Hsziaosan nemzetközi repülőtérről az alábbi járatok indulnak:

### Személy
| Légitársaság             | Célállomások |
| ------------------------ | --- |
| 9 Air                    | Kuangcsou, Guiyang |
| AirAsia                  | Kota Kinabalu |
| AirAsia X                | Kuala Lumpur–International |
| Air China                | Bangkok–Suvarnabhumi, Peking, Peking–Tahszing, Changchun, Chengdu–Shuangliu, Csengtu–Tianfu, Csungking, Daqing, Dubai–International, Guangyuan, Kuangcsou, Guilin, Guiyang, Harbin, Hohhot, Jieyang, Karamay, Korla, Kunming, Lanzhou, Lijiang, Liupanshui, Nanning, Ordos, Oszaka–Kanszai, Phuket, Róma–Fiumicino, Szöul–Incshon, Sencsen, Shiyan, Taipei–Taoyuan, Tianjin, Tokio–Narita, Ulanqab, Ürümqi, Weihai, Xi'an, Yantai, Yinchuan, Yuncheng, Zhanjiang, Zhengzhou                  |
| Air Macau                | Macau |
| All Nippon Airways       | Tokio–Narita |
| Asiana Airlines          | Szöul–Incshon |
| Beijing Capital Airlines | Ankang, Bangkok–Suvarnabhumi, Peking–Tahszing, Chengdu–Shuangliu, Csungking, Dunhuang, Enshi, Kuangcsou, Guilin, Guiyang, Haikou, Harbin, Hohhot, Jeju, Kunming, Lijiang, Lisszabon, Madrid, Mangshi, Melbourne (kezdődik 2024 június 16-tól), Moszkva–Seremetyjevo, Nanning, Oszaka–Kanszai, Qingdao, Sanya, Tangshan, Ürümqi, Xi'an, Xishuangbanna, Yichang, Yinchuan, Zhengzhou |
| Cambodia Angkor Air      | Phnom Penh |
| Cathay Pacific           | Hongkong |
| Chengdu Airlines         | Chengdu–Shuangliu, Haikou |
| China Eastern Airlines   | Auckland, Peking–Tahszing, Changde, Csengtu–Tianfu, Dali, Datong, Golmud, Kuangcsou, Hongkong, Jiamusi, Jinggangshan, Kuala Lumpur–International, Kunming, Lanzhou, Linyi, Luzhou, Mudanjiang, Qingdao, Szöul–Incshon, Shenyang, Sencsen, Szingapúr, Sydney, Taiyuan, Wuhan, Xiamen, Xi'an, Xinyang, Xishuangbanna, Yan'an, Yanji, Yantai, Yinchuan, Zhengzhou |
| China Express Airlines   | Baotou, Changzhi, Csungking, Shiyan, Tianshui, Xi'an |
| China Southern Airlines  | Aksu, Peking–Tahszing, Changchun, Dalian, Kuangcsou, Guiyang, Haikou, Harbin, Jieyang, Lanzhou, Meixian, Nanning, Sanya, Shenyang, Sencsen, Ürümqi, Wuhan, Zhengzhou, Zhuhai |
| China United Airlines    | Peking–Tahszing, Foshan |
| Chongqing Airlines       | Csungking, Guiyang |
| Dalian Airlines          | Dalian |
| Donghai Airlines         | Zhuhai |
| EgyptAir                 | Kairó |
| EVA Air                  | Taipei–Taoyuan |
| Hainan Airlines          | Peking, Changchun, Changsha, Csungking, Dalian, Dongying, Kuangcsou, Guilin, Haikou, Harbin, Hengyang, Jinzhou, Nanyang, Qinhuangdao, Sanya, Sapporo–Chitose, Shenyang, Sencsen, Taiyuan, Tongliao, Ürümqi, Wuhai, Xi'an, Yantai, Yichang, Zhengzhou, Zhuhai |
| Hebei Airlines           | Peking–Tahszing, Chengde, Guiyang, Hohhot, Kunming, Mianyang, Shijiazhuang, Szingapúr, Yibin, Zhangjiakou |
| Hong Kong Airlines       | Hongkong |
| Jiangxi Air              | Shenyang |
| Juneyao Air              | Bijie, Chifeng, Guiyang, Harbin, Huai'an, Huizhou, Kunming, Linfen |
| Kunming Airlines         | Kunming, Mangshi |
| Loong Air                | Almati, Bijie, Changchun, Changsha, Chengdu–Shuangliu, Csengtu–Tianfu, Csungking, Dazhou, Enshi, Kuangcsou, Handan, Harbin, Heze, Hongkong, Huaihua, Jeju, Jingzhou, Jixi, Kalibo, Kuala Lumpur–International, Kunming, Lanzhou, Lijiang, Luliang, Oszaka–Kanszai, Qianjiang, Quanzhou, Rizhao, Sanya, Sencsen, Taiyuan, Tumxuk, Ürümqi, Weihai, Wuhan, Wulong, Xiangyang, Xichang, Xining, Xishuangbanna, Yan'an, Yantai, Yinchuan, Yulin (Guangxi), Yulin (Shaanxi), Zhuhai, Zunyi–Xinzhou |
| Lucky Air                | Ganzhou, Haikou, Kunming, Xishuangbanna |
| Nok Air                  | Phuket |
| Okay Airways             | Harbin, Sanya, Shizuoka, Tianjin, Tongren, Xishuangbanna |
| Qatar Airways            | Doha |
| Royal Brunei Airlines    | Bandar Seri Begawan |
| Scoot                    | Szingapúr |
| Shandong Airlines        | Peking, Guilin, Qingdao, Taiyuan, Urumqi, Xiamen, Yantai, Yinchuan |
| Shenzhen Airlines        | Kuangcsou, Sencsen, Yuncheng |
| Sichuan Airlines         | Beihai, Chengdu–Shuangliu, Csengtu–Tianfu, Csungking, Kuangcsou, Guiyang, Harbin, Jiayuguan, Jiuzhaigou, Kunming, Lanzhou, Lhasa, Lijiang, Luzhou, Mianyang, Nanning, Ürümqi, Xishuangbanna, Yibin, Zhaotong |
| Spring Airlines          | Jeju, Jieyang, Lanzhou, Linyi, Szöul–Incshon, Shenyang, Shijiazhuang |
| Sriwijaya Air            | Charter: Denpasar, Jakarta-Soekarno–Hatta |
| Thai AirAsia             | Bangkok–Don Mueang, Chiang Mai |
| Thai Lion Air            | Bangkok–Don Mueang |
| Tianjin Airlines         | Csungking, Dalian, Qingdao, Tianjin, Ürümqi, Xi'an, Yantai |
| Tibet Airlines           | Chengdu–Shuangliu, Dali, Lhasa, Luzhou, Xi'an, Yibin |
| Urumqi Air               | Ürümqi |
| VietJet Air              | Da Nang, Nha Trang Szezonális charter: Phu Quoc |
| Vietnam Airlines         | Da Nang Szezonális: Nha Trang |
| West Air                 | Csungking |
| XiamenAir                | Beihai, Peking–Tahszing, Changchun, Changsha, Csengtu–Tianfu, Csungking, Dalian, Kuangcsou, Guilin, Guiyang, Haikou, Harbin, Hohhot, Hongkong, Kunming, Lanzhou, Liuzhou, Luoyang, Macau, Nanning, Oszaka–Kanszai, Qingdao, Quanzhou, Sanya, Shenyang, Sencsen, Szingapúr, Taipei–Taoyuan, Taiyuan, Tianjin, Ürümqi, Wuhan, Xiamen, Xi'an, Yinchuan, Zhengzhou, Zhuhai, Zunyi–Maotai |

### Cargo
| Légitársaság           | Célállomások |
| ---------------------- | --- |
| Air China Cargo        | Liege, Madrid |
| Atlas Air              | Anchorage, Chicago–O’Hare |
| Maersk Air Cargo       | Billund |
| Mas Air                | Mexico City |
| SF Airlines            | Peking, Peking–Tahszing, Chengdu–Shuangliu, Los Angeles, New York–JFK, Qingdao, Sencsen, Szingapúr, Wuhan, Xi'an             |
| Suparna Airlines Cargo | Kuangcsou, Manila |
| YTO Cargo Airlines     | Dhaka, Dubai–Al Maktoum, Kuala Lumpur–International, Manila, Moszkva–Seremetyjevo, Szöul–Incshon, Szingapúr, Ürümqi, Taskent |